# Scharinsområdet
Scharinsområdet är en ort i Ursviken, Skellefteå kommun. Den rankades tidigare som Västerbottens tredje mest förorenade. Detta efter att området  under 100 år varit industriområde men sedan området sanerades 2018 har det byggts bland annat bostäder och padelbanor.

## Föroreningar i området
Scharinsområdet har förorenats av att nära 100 år av industrier legat på platsen:
- Åren 1880–1960 användes klorfenolpreparat, som ger upphov till dioxinföroreningar, på sågverket som låg här.

- Åren 1921–1980 användes fenylkvicksilver för mögelbekämpning i samband med tillverkningen av pappersmassa.

- Åren 1937–1992 tillsattes arsenikpreparat i  samband med tillverkningen av board.

Vidare har ett slaggmaterial som innehåller arsenik och metaller använts som  fyllnadsmaterial under en byggnad och två vägsträckor.
Andra föroreningskällor är cisterner där olika oljor förvarats.

### Scharinsprojektet
Föroreningarna ledde till att Skellefteå kommun påbörjade saneringsuppdraget, det så kallade Scharinsprojektet, 2001. Det pågick fram till 2018. Projektet har kostat 120 miljoner kronor, varav merparten finansierades av Naturvårdsverket. Scharinsprojektet är det största saneringsuppdraget som utförts i Skellefteå kommun. 
Saneringen försvårades av det älvnära läget vilket gjorde att vatten strömmade in redan på en halvmeters schaktdjup. Vattnet pumpades bort, men markförhållandena var ändå instabila. EkoTec, som utfört arbetet, menade att det dök upp nya problem under hela arbetets gång. Exempelvis hittade en hel bil begravd.
Under tiden saneringsuppdraget pågick fraktades 70 000 ton förorenad jord bort och 170 000 ton jord fraktades dit. Närmare 14 000 ton massor fick skickas till en brännugn i Stockholm. Bland det som fraktades bort fanns 130 g dioxin, 7 ton olja, 14 ton arsenik och 300 ton andra metaller. Älvsvattnet, som tidigare förorenats med dioxin i höjd med området, påverkas inte längre av det tidigare förorenade området.

### Efter saneringen
Av Skellefteå kommuns slutredovisning för Scharinsprojektet framgick att planen för Scharinsområdet var att den mark som ligger närmast älven ska avsättas för marina, äventyr och fritid/rekreation. Mittendelen planerades vara avsatt för sport medan de norra delarna ska vara avsatta för bostäder och arbetsplatser. Det kommer fortsatt finnas vissa restriktioner vid schaktning i området samt förbud av uttag av grundvatten.

## Byggnader

### Tillfälliga bygglov
År 2020 fick Northvolt tillfälligt bygglov på delar av marken. Då var området fortfarande in i det närmaste orört efter saneringen. Året därpå, 2021, beviljades Northvolt ytterligare tillfälligt bygglov. Totalt skulle 836 gästarbetare kunna bo på området. Ett fjärde tillfälligt bygglov godkändes 2024. Det innebar 378 nya bostäder. När det är klart kommer 1 214 personer kunna bo där.

### Sportanläggningar
Sommaren 2021 stod utebanor för padel klara på området. Dessa ägs av Norrlands padel (tidigare Skellefteå Padel) med tidigare hockeyspelaren Jimmie Ericsson i spetsen.

### Arkitekttävling
Hösten 2023 ställde 13 arkitektbyråer ut sina förslag till hur området ska utvecklas. Utställningen var en del av Skellefteå kommuns deltagande i arkitekttävlingen Europan17. Totalt planerades för över 1 000 bostäder. I flera av förslagen används fytoremediering. I december meddelades att det vinnande förslaget kom från Safescape. Då kvarstod dock utredningar som visade var och hur det skulle byggas i området.